# Téléphérique du Ještěd
Le téléphérique du Ještěd – ou lanovka na Ještěd en tchèque – est un téléphérique tchèque entre Horní Hanychov et le sommet du Ještěd, à Liberec. Partie de la station de sports d'hiver appelée Ještěd, il a ouvert en 1933 et a été rénové en 1975. Le 31 octobre 2021, il a subi un accident faisant un mort.